# Mantsjoerije-incident
Het Mantsjoerije-incident (Japans: 満州事件, Manshū jihen), wordt door de meeste mensen geïnterpreteerd als de militaire actie die ondernomen werd door het Japanse Kanto-leger in de nacht van 18 september 1931. Het begrip omvat echter veel meer dan dit alleen. Het Mantsjoerije-incident staat symbool voor de gehele politiek die Japan heeft doorgevoerd in Mantsjoerije, vanaf het ontwikkelen van het Kanto-pachtgebied  tot en met het oprichten van de onafhankelijke staat Mantsjoekwo. Het Mantsjoerije-incident is een cruciale factor in de ontwikkeling van militarisme en imperialisme in Japan.

## Achtergrond

### Ontwikkelingen in China
In 1911 heerste er in het Chinese keizerrijk de Xinhai-revolutie, onder leiding van Sun Yat-sen. De revolutie was ontstaan door de ontevredenheid over de corruptie en onmacht van de Qing-dynastie en het imperialisme van de grootmachten. De Chinese provincies riepen allemaal hun onafhankelijkheid uit en ze kwamen een voor één, Mantsjoerije inbegrepen, los van de centrale autoriteiten. In begin 1912 werd de staatsvorm van China omgevormd tot republiek. Pu Yi, de laatste keizer van de Qing-dynastie, werd afgezet en Yuan Shikai werd president van de Republiek China.
In 1916 overleed Yuan Shikai en het tijdperk van de krijgsheren (warlords) was aangebroken. Verschillende krijgsheren gingen allemaal onafhankelijk over Chinese gebieden regeren. De nationale regering bleef bestaan, beheerst door telkens andere militaire groepen, maar ze had slechts nominaal gezag. In Mantsjoerije liet Zhang Zuolin, een van deze krijgsheren, zijn macht gelden. Het gebied was Chinees in naam, maar de Chinese soevereiniteit reikte er niet.

### Economische crisis in Japan
Na de Eerste Wereldoorlog was Japan, vanwege het feit dat het nauwelijks schade had opgelopen, op industrieel en economisch vlak zo geëvolueerd dat het vernielde Europa er geen voorsprong meer op had. Bijna alle grondstoffen die de Japanse industrie nodig had moesten echter ingevoerd worden. Naast het probleem van een gebrek aan natuurlijke grondstoffen, had Japan ook te kampen met het probleem van bevolkingsgroei. Invoer van voedsel was nu noodzakelijk geworden, maar vanwege de hoge invoertarieven kon de regering de bevolking niet geven wat ze nodig had. De Japanse regering trachtte emigratie naar de Verenigde Staten te stimuleren, maar de Amerikaanse bevolking trad hiertegen op. In Amerika vreesde men werk te verliezen aan goedkope buitenlandse arbeidskrachten.

### Japanners in Mantsjoerije
Aan het einde van de 19de eeuw hadden tsaristisch Rusland en Japan op Mantsjoerije hun stempel gedrukt. Beide landen hadden nieuwe commerciële bedrijven opgericht, concessies verkregen voor de mijnbouw en spoorwegen aangelegd. Uiteindelijk kreeg Rusland van China een pacht over het Kanto-gebied in Zuid-Mantsjoerije (南満, Minami Manshū). In 1905 kwam de Russisch-Japanse Oorlog ten einde, in het voordeel van Japan. Deze oorlog was ontstaan uit onder andere een belangenconflict tussen beide landen over Mantsjoerije en Korea. Dankzij het Verdrag van Portsmouth verwierf Japan van Rusland op 5 september 1905 het Kanto-pachtgebied met daarin onder andere Dalian en Port Arthur. Een ander belang dat Japan in Mantsjoerije overhield was de Zuid-Mantsjoerije Spoorweg (南満州鉄道株式会社, Minami Manshū Tetsudō Kabushiki Kaisha; afgekort 満鉄, Mantetsu). Buiten het Kanto-pachtgebied werd Mantsjoerije beschouwd als Chinees grondgebied.
Om toezicht te houden over de Zuid-Mantsjoerije Spoorweg en andere commerciële belangen in Mantsjoerije richtte Japan in 1906 het Kanto-garnizoen op. In 1919 werd het Kanto-garnizoen omgedoopt tot het Kanto-leger. Ze bezette het volledige pachtgebied. Dit leger bestond onder andere uit extremistische officieren die goed genoeg wisten dat hun oversten plannen hadden om het Japanse grondgebied in Azië uit te breiden met behulp van militair geweld. Ze waren bereid om in Mantsjoerije deze maatregelen te nemen. De pacht zou maar bestaan tot 1923, maar na de Eerste Wereldoorlog verzekerde Japan zichzelf een verlenging van de pacht van het Kanto-gebied dankzij de Eenentwintig Eisen aan China. Hun aandeel in de Zuid-Mantsjoerije Spoorweg bleef bestaan. In ruil voor militaire steun van het Kanto-leger, erkende Zhang Zuolin (de krijgsheer die op dat moment over Mantsjoerije regeerde) de Japanse privileges in Mantsjoerije.
Voor de Japanners die er niet in slaagden hun ambities thuis te vervullen, was Mantsjoerije een nieuw begin waar ze konden proberen hun droom van rijkdom te verwezenlijken. Japanse handelaars begonnen naar Mantsjoerije te trekken in de hoop er snel rijk te kunnen worden. Avonturiers volgden en sommigen hiervan werden lid van roversbendes.
Als gevolg van het Japanse immigrantenprobleem in Californië, was de relatie tussen Japan en de Verenigde Staten verslechterd, waardoor de Japanse minister van Buitenlandse Zaken Komura Jutaro de emigratie naar Mantsjoerije wilde stimuleren. In een poging het bevolkingsprobleem op te lossen, stelde Komura een twintigjarenplan op om één miljoen emigranten naar Mantsjoerije te sturen. Het aantal Japanse inwoners van Mantsjoerije steeg van 68.000 in 1909 naar 219.000 in 1930. De uiteindelijke emigratie bestond voornamelijk uit werknemers van de Zuid-Mantsjoerije Spoorweg en hun families. Dan waren er nog ongeveer duizend boeren. De rest bestond uit avonturiers, gewetenloze kooplieden en andere sociaal ongewensten.

### Spanningen lopen op
In 1925 werd Chiang Kai-shek, leider van de nationalistische partij Kwomintang, president van de Republiek China. Onder invloed van deze nationalistische partij, of met de idee om zijn eigen onafhankelijke koers te varen, begon Zhang Zuolin zijn rug te keren naar de Japanse militairen, en begon hij meer en meer te geloven in de eenmaking van China. Het Kanto-leger begon nerveus te worden en wilde zijn positie in Mantsjoerije verzekeren. Op 4 juni 1928 werd er door een kleine groep Japanse militairen een bomaanslag gepleegd op zijn trein, onder leiding van kolonel Daisaku Komoto (河本大作). Zhang Zuolin was zwaargewond, en de krijgsheer overleed enkele dagen later aan zijn verwondingen. Dit incident draagt de naam Manshū bō jūdai jiken (満州某重大事件). Zhang Zuolin werd echter opgevolgd door zijn zoon Zhang Xueliang. De moord op Zhang Zuolin was niet goedgekeurd door het Tanaka-kabinet, maar premier Tanaka Giichi (田中義一) faalde erin de daders te straffen. Hij kon evenmin discipline herstellen in het leger. Deze onmacht zorgde ervoor dat Keizer Hirohito hem in gebreke stelde, wat Tanaka tot aftreden dwong.
Er volgde, voor het Kanto-leger, een “crisis” in Mantsjoerije: Chinezen begonnen hun eigen spoorweg te bouwen, parallel met die van de Japanners. Zhang Xueliang, de Japanners nog slechter gezind dan zijn vader, begon economische druk uit te oefenen op de Japanse kolonisten. Zhang Xueliang ijverde ook voor de eenmaking van China en liet duidelijk blijken een anti-Japanse politiek te willen voeren. Het grote tij van Chinees nationalisme, onder invloed van Chiang Kai-shek en zijn nationalistische partij, was aan de grenzen van Mantsjoerije gekomen. In 1930, onder druk van de Chinese regering, erkende Zhang Xueliang officieel de autoriteit van nationalistisch China.
Japanse militairen, met steun van de kolonisten in Mantsjoerije, poogden de Japanse politici te overtuigen van het belang van een dominante positie in Mantsjoerije. De ontwikkeling van Mantsjoerije zou de enige oplossing zijn voor de Japanse grondstoffen- en populatieproblemen. De ontwikkeling van de landbouw en het oplossen van het immigratieprobleem zouden kunnen helpen om de catastrofale economische situatie in Japan te verlichten. Het Kanto-leger deed hun best om de Japanse civiele regering te overtuigen van het bestaan van deze problemen. Een brief van luitenant-kolonel Ishiwara Kanji (石原莞爾) had onder meer deze inhoud:
Mantsjoerije en Mongolië zijn niet deel van China, ze behoren aan de inwoners van Mantsjoerije en Mongolië. Het is alom bekend dat we onze nationale situatie te ver hebben laten komen en dat er geen manier is om de voedsel, populatie, en andere belangrijke problemen op te lossen. Het enige pad dat ons nog overblijft, is het ontwikkelen van Mantsjoerije en Mongolië.
Ondanks dit argument was de Japanse civiele regering echter geen voorstander van een militaire overname van Chinees grondgebied. Zelfs als Mantsjoerije en Mongolië geen deel uitmaakten van China, gaf dit Japan nog geen recht om hen te annexeren. Zou er in de harde tijden die Japan doormaakte, geld kunnen vrijgemaakt worden voor de ontwikkeling van Mantsjoerije? Ishiwara had geen concrete antwoorden, en de civiele regering bleef onovertuigd.
De Mantsjoerije Jeugd Liga, een groep van jonge Japanse kolonisten steunde het Kanto-leger en wilden eveneens een einde brengen aan de diplomatie van het kabinet-Wakatsuki van Wakatsuki Reijiro (若槻礼次郎), waarvan Shidehara Kijuro (幣原喜重郎) minister van Buitenlandse Zaken was. Deze was het niet eens met de plannen van de Japanse militairen. Shidehara wenste zo weinig mogelijk inmenging in de noordelijke provincies van China. Zijn voorzichtige politiek werd op internationaal vlak wel gewaardeerd, maar de Japanse militairen ergerden zich er vreselijk aan. De Mantsjoerije Jeugd Liga zond een groep naar Japan om de crisis van de Zuid-Mantsjoerije Spoorweg bekend te maken. De Japanse bevolking reageerde echter koel, er waren al genoeg problemen in Japan zelf.
De dramatische economische situatie in Japan, en de groeiende crisis in Mantsjoerije (het begon er meer en meer naar uit te zien dat Japan zich zou moeten terugtrekken, omwille van het politieke beleid van de Japanse regering en het opkomende Chinese nationalisme), zorgden voor de aanleiding tot een “omwentelingsbeweging” (革新運動, kakushin undō) in het leger en de rechtse stroming. In Japan zelf leidde dit tot het “Maart Incident” waarin militairen en rechtse burgeractivisten onder leiding van luitenant-kolonel Hashimoto Kingoro (橋本五郎) trachtten generaal Ugaki Kazushige (宇垣一成) tot staatshoofd uit te roepen.
Ondertussen was in Mantsjoerije een groep van Kanto-legerofficieren, onder leiding van luitenant-kolonel Ishiwara Kanji (石原莞爾) en kolonel Itagaki Seishiro (板垣征四郎), druk bezig voorbereidingen te treffen om de Mantsjoerije-crisis met militair geweld op te lossen. Het Japanse militaire hoofdkwartier in Tokio had hier geen toestemming voor verleend. Ishiwara was de theoreticus achter het complot, Itagaki was de praktische uitvoerder.
In 1931 waren beiden partijen, China en Japan, klaar voor de confrontatie. Nationalistisch China vond dat het tijd was om Mantsjoerije definitief terug te nemen. Japan wilde zijn belangen in Mantsjoerije veiligstellen door het definitief van China te scheiden.

## "Het Mantsjoerije-incident"

### Het Mukden-incident

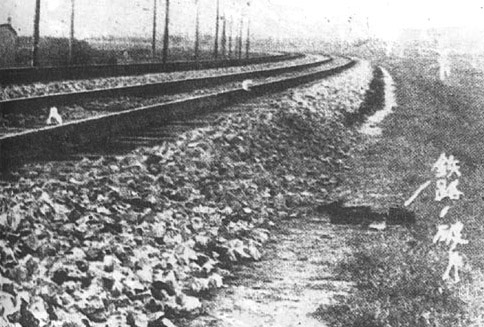
Plaats van de aanslag

Al op 25 juli 1931 waren de voorbereidingen van een militaire overname duidelijk zichtbaar aan het worden. Itagaki had van Port Arthur twee houwitsers gekregen. Deze werden dezelfde dag nog in Mukden (het huidige Shenyang) in positie gezet en gericht op een Chinees vliegveld. Op 12 september werd door de politie van Mukden een verslag opgemaakt over de grote hoeveelheden munitie die de Japanners aan het opslaan waren.
Geruchten over het complot waren in midden augustus uitgelekt naar minister van Buitenlandse Zaken Shidehara, die de minister van Oorlog Minami Jiro (南次郎) hierover informeerde. Deze gaf bevel aan majoor-generaal Tatekawa Yoshitsugu (義次立川) naar Mantsjoerije te gaan en het plan tegen te houden. In plaats van orders op te volgen, meldde Tatekawa het Kanto-leger dat hun plannen uitgelekt waren. Toen hij in Mantsjoerije aankwam, enkele uren voor het incident, werd hij ontvangen door Itagaki. Tatekawa liet zich vollopen in een Japans restaurant en viel in slaap. Zijn excuus voor het falen van zijn missie was echter: “Ik was niet op tijd gearriveerd.” Er waren nog andere officieren, zoals Tatekawa, die of samengezworen hadden, of wisten wat er gaande was maar deden alsof ze het niet wisten. Zo kan het Mantsjoerije-incident geïnterpreteerd worden als een directe aanval van het leger op de regering van Japan.
In de nacht van 18 september 1931 liet luitenant Kawamoto Suemori (河本末守) van het Tweede Bataljon van het Spoorweggarnizoen een bom exploderen op de spoorrail van de Zuid-Mantsjoerije Spoorweg in Liutiaoku, een stad in het noorden van Mukden. De trein die dat spoor moest passeren, de Dairen Express, moest volgens het schema om 22:30 in Mukden aankomen. De trein bereikte het opgeblazen deel van de spoorlijn kort nadat de bom was ontploft, maar kon toch veilig passeren. Niettemin werd het startschot voor een Japanse invasie gegeven.
Om het Kanto-leger een excuus te geven om het Chinese garnizoen in Mukden aan te vallen kreeg dit garnizoen de schuld van de aanslag op de spoorlijn. De Japanners waren goed voorbereid en beschikten over houwitsers waarmee ze konden voorkomen dat ook maar enig Chinees vliegtuig kon opstijgen. De Chinezen hadden hierdoor weinig kans. Op het moment dat het Kanto-leger de Chinese kazerne aanviel, meldde een Chinees officier het incident per telefoon aan zijn oversten. Hij kreeg opdracht om geen weerstand te bieden. De enige eenheid die weerstand bood, was een kleine groep Chinezen die in de verwarring van de gebeurtenissen van de rest afgezonderd was. Tegen de ochtend van 19 september was Mukden in Japanse handen.

### De overname van Mantsjoerije
De eerste fase van het Mantsjoerije Incident was volbracht; het Kanto-leger had in één nacht Mukden veroverd. Omdat Zhang Xueliang, op bevel van Chiang Kai-shek, de Chinese officieren had bevolen geen weerstand te bieden, was er weinig bloed gevloeid. De plannen van het Kanto-leger waren echter niet volbracht; geheel Mantsjoerije moest namelijk bezet worden en hiervoor zou het Kanto-leger buiten hun gebied in Mukden moeten treden.
Zonder toestemming van de centrale militaire autoriteiten in Tokio werden drie divisies van het Japanse Keizerlijke Leger van Korea naar Mantsjoerije gezonden om het Kanto-leger te steunen. De Japanners namen systematisch Yingkou, Anshan, Fushun, Liaoyang, Tieshan en Changchun in. Uiteindelijk hadden ze in één week 30 steden veroverd.
In de provincie Jilin werden verscheidene kleine incidenten uitgelokt door individuen van het Kanto-leger, wat het Kanto-leger weer een excuus gaf om met een regiment naar daar te trekken en het over te nemen onder leiding van een gedwongen officier, Honjo Shigeru (本庄繁).
De overname werd nauwelijks bemoeilijkt door de Chinezen. Chiang Kai-shek had zijn handen vol aan het bestrijden van binnenlandse vijanden. Hij ijverde nog steeds voor de volledige eenmaking van China, en zijn troepen waren druk bezig vijanden te bestrijden in de gebieden onder controle van de Chinese Communistische Beweging. Chiang Kai-shek zag er tegenop om dan ook nog eens militair geweld te gebruiken tegen de Japanners. Zijn plan was om een klacht in te dienen bij de Volkenbond, om Mantsjoerije terug te krijgen door druk van de grootmachten op Japan. De reactie van de Volkenbond was echter zeer zwak. De Volkenbond eiste aan de Japanse regering dat de troepen zich zouden terugtrekken uit Mantsjoerije. De Japanse civiele regering ging hiermee akkoord, maar het Kanto-leger zette de overname gewoon verder.
De regering-Wakatsuki in Japan wilde absoluut geen militaire uitbreiding. De centrale militaire autoriteiten in Tokio gingen hier (ongewillig) mee in. Maar het Kanto-leger negeerde hen allebei. In december 1931 kwam het kabinet-Wakatsuki eindelijk ten val en Inukai Tsuyoshi (犬養毅) van het Rikken seiyūkai (立憲政友会) kwam aan de macht. Dit nieuwe kabinet was veel minder tegen de militaire uitbreiding gezind dan het kabinet-Wakatsuki, wat het Kanto-leger ten voordele uitkwam. Ook de bevolking was nu onder de indruk van de successen van de militaire politiek. In december 1931 waren het grootste deel van Zuid-Mantsjoerije en de hoofdsteden van de drie provincies van Mantsjoerije onder controle van het Kanto-leger.
Van tussenkomst door de grootmachten kon ook niet gesproken worden. De Verenigde Staten konden geen maatregelen nemen tegen de "Crisis in het Verre Oosten" omwille van de dramatische depressie in eigen land. Groot-Brittannië wilde Japan niet voor de voeten lopen, in hoop nog op Japan te kunnen rekenen als een steunpilaar tegen de Sovjet-Unie. De Sovjet-Unie zelf kwam niet tussen omwille van het feit dat het in een economische heropbouw zat, en een internationaal conflict op dat moment niet nodig had. De internationale omstandigheden waren Japan dus zeer goed gezind.
In januari 1932 vond het Shanghai-incident plaats. Opstanden en protestacties van Chinezen escaleerden tot een heuse slag. Drie legereenheden moesten ingeroepen worden om de belegerde Japanse mariniers te redden. In feite waren de aanleidingen tot dit incident gedirigeerd door Majoor Tanaka Ryūkichi (田中隆吉) van het Kanto-leger. De bedoeling was om aandacht te trekken buiten Mantsjoerije, zowel van de Japanse regering als van het buitenland, zodat het Kanto-leger ondertussen in Mantsjoerije ongehinderd een nieuwe staat kon oprichten: Mantsjoekwo.

## Mantsjoekwo

### De oprichting
Dankzij de hierboven vermelde gunstige omstandigheden, had het Kanto-leger tegen maart 1932 de overname van Mantsjoerije voltooid. Het idee om een nieuwe en onafhankelijke staat op te richten in Mantsjoerije had zich al gevormd in het hoofd van officieren van het Kanto-leger onmiddellijk nadat het incident begon. Ze wisten dat de regering in Tokio zeer ontevreden zou zijn als er een duidelijke vorm van militair bewind zou komen in Mantsjoerije. Daarom besloten de leiders van het Kanto-leger een voorstel te doen om een nieuwe onafhankelijke staat op te richten. Het Kanto-leger begon met de uitvoering van dit plan, nog voor de regering in Tokio de kans had toestemming te geven. Uit schrik dat het Kanto-leger een aparte politieke macht zou gaan vormen, besloot Tokio hen hun gang te laten gaan.
Bij zijn oprichting op 18 februari 1932 zou de nieuwe staat Mantsjoekwo bestaan uit de drie meest noordoostelijke provincies van China: Liaoning, Jilin en Heilongjiang. In 1933 volgde er nog een uitbreiding door de annexatie van de provincie Jehol. Changchun werd omgedoopt tot Xinjing, en werd de hoofdstad van Mantsjoekwo.
Als onafhankelijke Chinese staat moest Mantsjoekwo volgens het Kanto-leger ook een Chinese leider hebben. De laatste keizer van China, Pu Yi, werd door hulp van Doihara Kenji van het Kanto-leger uit Peking (Beijing) bevrijd en aangesteld als regent van Mantsjoekwo. Bij de verandering van de staatsvorm in 1934 werd Puyi de nieuwe keizer van Mantsjoekwo, onder de naam Kangde.
De interne administratie werd toevertrouwd aan Chinese ministers, onder controle van hun Japanse viceministers. Defensie, buitenlands beleid, transport en communicatie kwamen in handen van Japanners. Mantsjoekwo had dus een Chinese regering onder Japanse controle. De macht werd in handen gehouden door de bevelhebber van het Kanto-leger, die ambassadeur van Japan werd in Mantsjoekwo. Vele overheidsambtenaren, economisten en rōnin haastten zich naar Mantsjoekwo om deel te kunnen nemen aan de regering.
Op 15 mei 1932 werd de Japanse premier Inukai Tsuyoshi, die zijn ontevredenheid had laten blijken over de annexatie van Mantsjoerije, vermoord door extremistische officieren. Deze gebeurtenis staat bekend als het 15 mei-incident. Zijn opvolger werd Saito Makoto (斎藤実), en op 15 september 1932 werd Mantsjoekwo door Japan erkend als onafhankelijke staat.
Het Japanse leger had campagne gevoerd in Japan voor de erkenning van Mantsjoekwo omwille van het feit dat de Volkenbond de commissie-Lytton, onder leiding van de Brit Lytton naar Mantsjoekwo had gestuurd om er een rapport van te maken. Ze bleven er van april tot mei 1932 en brachten uiteindelijk een rapport uit waarin stond dat Japan onrechtvaardig had gehandeld en zich moest terugtrekken. Volgens de commissie-Lytton was Mantsjoekwo nog altijd Chinees grondgebied, al werd toegegeven dat het een speciaal gebied was waar de Chinese soevereiniteit niet meer reikte. In februari 1933 werd in de Volkenbond gestemd over de aanvaarding van dit rapport, en de terugtrekking van Japan uit Mantsjoerije. Het resultaat was 42 stemmen voor het ongedaan maken van Mantsjoekwo, en 1 stem tegen (van Japan zelf). Japan reageerde door op 27 maart 1933 uit de Volkenbond te stappen. Ze keerden hun rug naar het systeem van Versailles en kozen voor een geïsoleerde positie. Kort daarna volgden Duitsland en Italië het Japanse voorbeeld. Van de 80 naties die destijds bestonden, werd Mantsjoekwo door 23 staten erkend.

### Het verdere beleid
Ondanks de naam van het land, bestond de bevolking maar uit weinig mensen van Manshū-afkomst. De populatie was grotendeels Chinees, gevolgd door grote groepen Japanners, Koreanen en Mongoliërs. Tijdens de Japanse bezetting werd het onderwijs uitgebouwd. Er waren aparte (en betere) scholen voor de Japanse bevolking, terwijl het onderwijs voor Chinezen gericht was op het trouw maken van Chinezen aan de Japanse heersers. Handboeken en onderwijzers werden zorgvuldig door de Japanners uitgekozen. Ideeën die geassocieerd konden worden met de Kwomintang, werden vervangen door antimarxistische, antirepublikeinse en antidemocratische ideeën.

Landbouw werd ontwikkeld, wegen en spoorwegen werden massaal aangelegd. Luchthavens, dammen en hydro-elektrische centrales werden gebouwd. De Sovjet-Unie verkocht zijn aandeel in de Oost-Chinese spoorweg (東清鉄道, Tōshin tetsudō) aan de regering van Mantsjoekwo. De Zuid-Mantsjoerije Spoorweg was tegen de jaren dertig al uitgegroeid tot een imperium. In 1937 werden circa tachtig andere bedrijven die onder Japanse controle waren in Mantsjoerije, gefuseerd met de Nissan zaibatsu (日産) van Aikawa Yoshisuke (鮎川義介). Zo werden ze de Mantsjoerije Zware Nijverheid Industrie (満州重工業開発会社, Manshū Jūkōgyō Kaihatsu Kaisha). De industrie in Mantsjoekwo stond volledig ten dienste van het Kanto-leger.
Het Japanse leger werd permanent gestationeerd in Mantsjoekwo en het land werd een "oorlogsfabriek" van de Japanse militairen. Het was Mantsjoekwo, en niet Japan, dat de kosten moesten dragen van het Japanse leger in Mantsjoekwo. Alles werd in het werk gesteld om ervoor te zorgen dat het Japanse leger over alle industriële mogelijkheden beschikte. In het geheim richtte het Kanto-leger Eenheid 731 op, een divisie die onderzoek moest verrichten naar biologische wapens. Op deze manier werd Mantsjoekwo de thuisbasis van de Japanse overname van China, die in 1937 van start zou gaan. Hieruit vloeide de Tweede Chinees-Japanse Oorlog voort.
Tijdens de Tweede Wereldoorlog in de Stille Oceaan werden industrie en landbouw in Mantsjoekwo (dat tegen deze periode al het meest geïndustrialiseerde land in Azië was) nog eens extra omhoog gedreven, ten behoeve van de oorlogscampagne van Japan. In de zomer van 1944 werd Mantsjoekwo gebombardeerd door bommenwerpers van de Verenigde Staten, en op 9 augustus 1945 viel de Sovjet-Unie Mantsjoekwo binnen. Op 18 augustus werd Pu Yi door de Russen gevangengenomen, en Mantsjoekwo en de Japanse heerschappij over Mantsjoerije hielden op met bestaan.

## Trivia
Het spoorwegincident vormt een onderdeel van het Kuifje-album De Blauwe Lotus, al vindt de explosie in de strip niet ver van Shanghai plaats. Er ontstond hierdoor een diplomatieke rel tussen België en Japan. Aan de andere kant was Chiang Kai-shek, de toenmalige leider van China dusdanig verheugd over het album, dat hij striptekenaar Hergé uitnodigde voor een bezoek.